# Crack in the World
Crack in the World (br Uma Fenda no Mundo) é um filme de ficção científica estadunidense, de 1965, dirigido por Andrew Marton, com roteiro de Jon Manchip White e Julian Halevy, música de John Douglas.

## Sinopse
Renomado cientista com câncer terminal, apesar dos conselhos de um brilhante colega mais novo, quer marcar seu nome na história explodindo um míssil nuclear no centro da Terra e liberar o magma para fins humanitários. O resultado é uma fenda crescente que pode explodir o planeta em muitos fragmentos.

## Elenco
- Dana Andrews ....... Dr. Stephen Sorenson
- Janette Scott ....... Dr. Maggie Sorenson
- Kieron Moore ....... Dr. Ted Rampion
- Alexander Knox ....... Sir Charles Eggerston
- Peter Damon ....... John Masefield
- Jim Gillen ....... Rand
- Gary Lasdun ....... Markov